# Sukiyaki Western Django
Sukiyaki Western Django (スキヤキ・ウエスタン ジャンゴ  Sukiyaki Uesutan Jango?) är en japansk film från 2007 regisserad av Takashi Miike. 
Takashi Miike är tidigare mest känd för sina filmer Ichi the Killer och Audition.
Filmtiteln kommer sig av en kombination av den japanska maträtten sukiyaki, vilket är en hyllning till westerngenren spaghettiwestern, samt Django som kommer från Sergio Corbuccis spaghetti western, Django.

## Handling
Inspirerad av den historiska rivaliteten mellan de japanska klanerna Genji och Heike.  
Den handlar om två gäng – de vita och de röda – har tagit över en liten by i jakten på en nergrävd guldskatt. En dag rider en ensam revolverman in i byn. I stället för att välja sida så bestämmer han sig för att hjälpa en prostituerad få sin hämnd.
En actionhyllning till den italienska spaghetti-western – plus samurajsvärd och suverän kung fu-koreografi.

## Rollista (urval)
- Hideaki Ito - The Gunman
- Koichi Sato - Taira no Kiyomori
- Yusuke Iseya - Minamoto no Yoshitsune
- Masanobu Ando - Nasu no Yoichi
- Takaaki Ishibashi - Saito Musashibo Benkei
- Shun Oguri - Akira
- Masato Sakai - Taira no Shigemori
- Yoshino Kimura - Shizuka
- Teruyuki Kagawa - Sheriff Hoanka
- Kaori Momoi - Ruriko
- Yutaka Matsushige - Toshio
- Renji Ishibashi -s Mura
- Yoji Tanaka - Taira no Munemori
- Toshiyuki Nishida - Piripero
- Quentin Tarantino - Piringo
- Ruka Uchida
- Sansei Shiomi
- Hideaki Sato
- Christian Storms